# Myrsinaceae
Myrsinaceae R. Br., 1819 è una famiglia appartenente all'ordine Primulales e comprende circa 35 generi e un migliaio di specie.
La classificazione APG IV non riconosce questa famiglia e assegna i generi ad essa attribuiti alla famiglia Primulaceae.
Le specie appartenenti a questa famiglia sono insediate in molte zone anche diverse tra loro.
Esse sono diffuse soprattutto a nord in Europa, Siberia, Giappone, Messico e Florida ma anche in Nuova Zelanda, America meridionale, e l'Africa meridionale.
Piante della famiglia Myrsinaceae hanno fusti piuttosto esili.
Alcuni generi, come Ardisia, Cyclamen, Lysimachia, Myrsine e Suttonia, vengono coltivate come piante ornamentali.

## Tassonomia
- Aegiceras
- Amblyanthopsis
- Amblyanthus
- Anagallis
- Antistrophe
- Ardisia
- Asterolinon
- Badula
- Conandrium
- Coris
- Ctenardisia
- Cybianthus
- Cyclamen
- Discocalyx
- Elingamita
- Embelia
- Emblemantha
- Fittingia
- Geissanthus
- Heberdenia
- Hymenandra
- Labisia
- Loheria
- Lysimachia
- Maesa
- Monoporus
- Myrsine
- Oncostemum
- Parathesis
- Pelletiera
- Pleiomeris
- Rapanea
- Sadiria
- Solonia
- Stylogyne
- Tapeinosperma
- Trientalis
- Tetrardisia
- Vegaea
- Wallenia